# Allium zebdanense
Allium zebdanense — вид трав'янистих рослин родини амарилісові (Amaryllidaceae), поширений у західній Азії.

## Поширення
Поширений в азійській Туреччині, Лівані, Сирії, Закавказзі (Азербайджан, Вірменія, Грузія).